# O’Jay Ferguson
O’Jay Ferguson (* 17. Oktober 1993 in Snyder) ist ein bahamaischer Leichtathlet, der sich auf den 400-Meter-Lauf spezialisiert hat.

## Sportliche Laufbahn
Erste internationale Erfahrungen sammelte O’Jay Ferguson bei den CARIFTA-Games 2010 in George Town, bei denen er den fünften Platz über 400 Meter belegte und mit der bahamaischen 4-mal-400-Meter-Staffel die Silbermedaille gewann. Anschließend belegte bei den Panamerikanischen-Juniorenmeisterschaften in Santo Domingo ebenfalls Platz fünf über 400 Meter sowie Platz vier mit der Staffel. Bei den CARIFTA-Games 2011 in Montego Bay gewann er die Goldmedaille im Einzelbewerb und wurde mit der Staffel im Finale disqualifiziert. Auch 2012 siegte er bei den CARIFTA-Games in Devonshire im Einzelbewerb und mit der Staffel. Daraufhin nahm er an den Juniorenweltmeisterschaften in Barcelona teil und schied dort im Halbfinale über 400 Meter aus und mit der Staffel konnte er sich nicht für das Finale qualifizieren.
2013 gewann er mit der Staffel die Silbermedaille bei den Zentralamerika- und Karibikmeisterschaften in Morelia und qualifizierte sich auch für die Weltmeisterschaften in Moskau, bei denen sie mit 3:02,67 min im Vorlauf ausschieden. Vier Jahre später nahm er mit der Staffel erneut an den Weltmeisterschaften in London teil und schied erneut mit 3:02,04 min in der ersten Runde aus. 2018 gewann er bei den Commonwealth Games im australischen Gold Coast in 3:01,92 min die Silbermedaille hinter Botswana.

## Persönliche Bestzeiten
- 400 Meter: 46,09 s, 17. März 2018 in Atlanta
  - 400 Meter (Halle): 47,06 s, 9. Februar 2018 in Clemson